# Ахангаран (місто)
Ахангара́н (узб. Ohangaron, Оҳангарон) — місто в Ташкентській області Узбекистану, центр Ахангаранського туману, лежить біля відрогів Курамінського хребта, на річці Ахангаран (інша назва річки Ангрен).

## Історія
Селище Ахангаран виникло на місці населеного пункту Ахангяран, заселеного в основному таджиками (таджикською «Ахангяран» перекладається як «Ковалі»).
Офіційно населений пункт Ахангяран отримав статус селища в 1960 році у зв'язку з початком будівництва цементного заводу, а статус міста — з 1966. Мав статус міста обласного підпорядкування; з 2010 — у районному підпорядкуванні.

## Географія
Розташований біля відрогів Курамінського хребта на річці Ахангаран (інша назва річки - Ангрен). Висота над рівнем моря – 567 метрів.

## Інфраструктура
Ахангаран має важливе промислове значення для Узбекистану.Залізнична станція на гілці Ташкент —Ангрен.
У місті знаходяться великі підприємства: цементний (відкритий у 1966 році) та шиферний заводи; завод залізобетонних виробів; завод «Сантехліт» (закритий 1996 року); комбінати азбестоцементних та теплоізоляційних виробів, будівельних матеріалів та виробів із пластмас; цегельне виробництво; виробництво гумотехнічних виробів, бавовняних ниток та пряжі. 
Також є інфраструктура для проживання та благоустрою — будинки, дитсадки, школи, банківські установи та авіакаси.